# Charles-Edouard Gravel
Pour les articles homonymes, voir Gravel.
Charles-Edouard Gravel (Montréal, 4 octobre 1883 – Montréal, 3 octobre 1959) était un homme d’affaires québécois, dirigeant de plusieurs grandes compagnies du Canada.

## Biographie

### Origines familiales
Il est le fils de l’industriel Joseph Ovide Gravel(Montréal, 1 septembre 1839 – Montréal, 3 décembre 1927) et d’Aurélie Laroque (Chambly, 1847 – Montréal, 21 octobre 1916).

### Carrière
Durant sa carrière Charles-Edouard Gravel a dirigé les compagnies suivantes (liste non exhaustive)
| compagnie                             | dates          |
| ------------------------------------- | -------------- |
| Bell Canada                           |                |
| Montréal tramways Co.                 |                |
| Banque canadienne nationale           | de 1947 à 1950 |
| Dominion Oilcloth & Linoleum Co. Ltd. |                |
| Canada Linseed Oil Mills Ltd.         |                |
| Belding Corticelli Co. Ltd.           |                |
| St Lawrence Flours Mills              |                |
| Confédération Life                    |                |

### Construction
Dans les années 1930 Charles-Edouard Gravel voulut acheter une maison dans le Golden Square Mile aussi appelé Mille Carré Doré (un quartier de Montréal qui à l'époque n’était habité que par des canadiens anglophones). Mais le vendeur - qui était anglophone - refusa de céder sa propriété à un francophone. Devant ce refus Charles-Edouard Gravel acheta un terrain à bâtir et fit construire une grande maison au 3650 rue Mc Tavish. Il y vécut de 1934 jusqu’à son décès en 1959. Ce bâtiment abrite depuis 1968 le Centre des Études Supérieures David Thomson de l'Université McGill.

### Œuvres
Durant sa vie Charles-Edouard Gravel a soutenu de nombreuses œuvres de bienfaisance et de charité. Il était gouverneur à vie de nombreux hôpitaux de Montréal. Il s'était occupé de l’association canadienne française des aveugles, de la ligue anti tuberculeuse de Québec, de la Multi Sclerosis Society, de la société Saint-Vincent de Paul et de plusieurs autres. Il avait poursuivi l'action de son père et de sa mère dans l’œuvre de l’orphelinat catholique de Montréal.
Charles-Edouard Gravel a également participé au financement de la chapelle Gravel en 1941. Il se rendit à la bénédiction de l'édifice à Château-Richer le 1er juillet 1941.